# Johann Heinrich Mayr

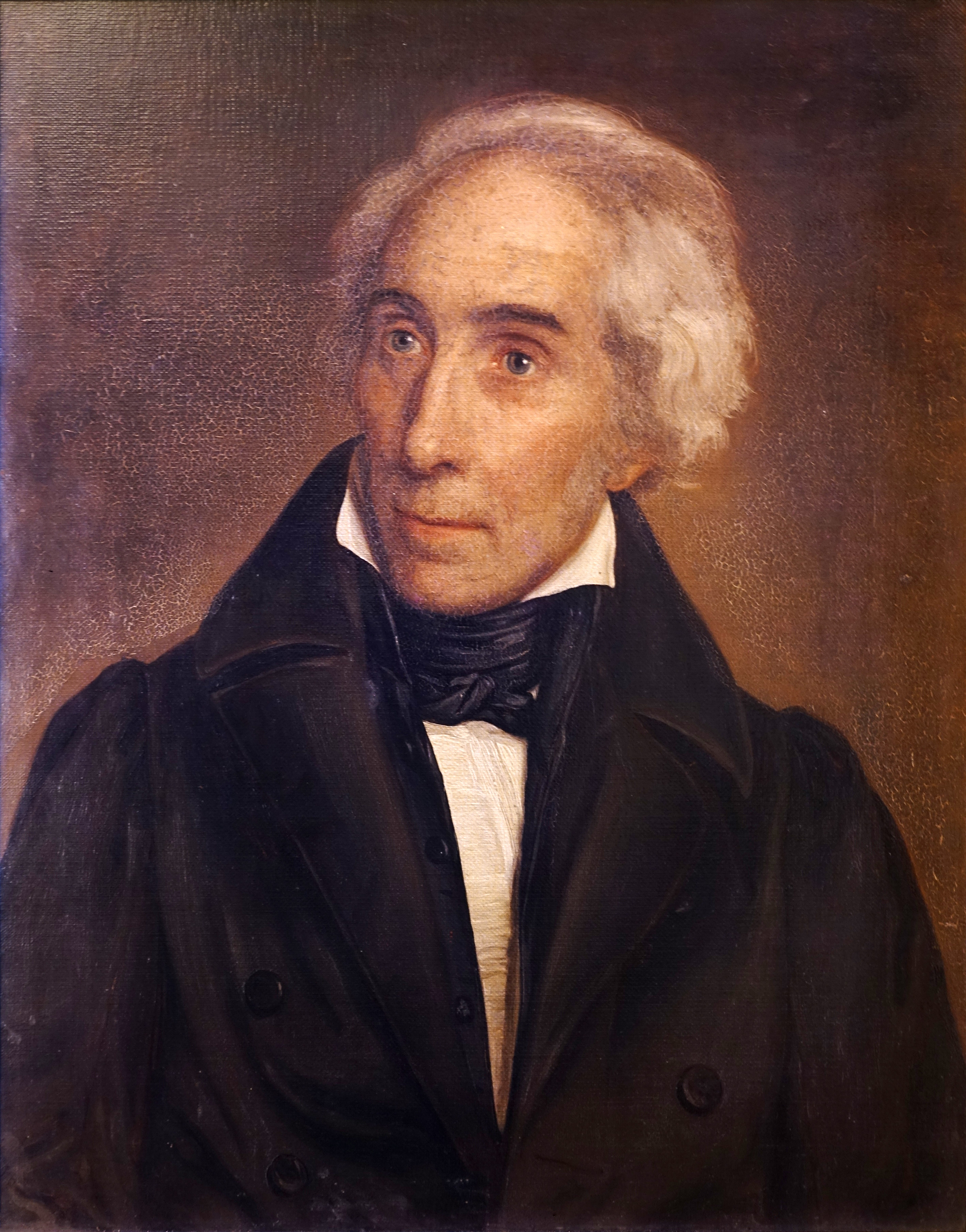
Johann Heinrich Mayr (1768–1838). Gemälde von Conrad Hitz aus dem Jahre 1836, ausgestellt im Historischen Museum Schloss Arbon

Johann Heinrich Mayr (* 3. Mai 1768 in Arbon; † 29. Oktober 1838 ebenda) war ein Schweizer Färbereifabrikant, Publizist und Weltreisender.

## Biografie
Johann Heinrich Mayr, Sohn des Leoedgar Mayr und der Maria Ursula Mayr, geborenen Sulzer, stammte aus einer Arboner Kaufmanns- und Politikerfamilie, die seit 1716 im Leinwandgewerbe tätig war.
Seine Kindheit verbrachte er in Arbon. Um ihrem Sohn eine standesgemässe Ausbildung  zu ermöglichen, schickten die Eltern ihren neunjährigen Sohn 1777 in die Lateinschule nach Lörrach. Ein weiterer schulbedingter Aufenthalt erfolgte in Vevey. 1782 trat er in ein Institut in Aarau ein. Drei Jahre später kehrte Mayr nach Arbon zurück, wo er vorerst im väterlichen Betrieb auf der Bleichi  tätig war. Dieser umfasste das Bleichgeschäft, die Indienne-Fabrikation und einen landwirtschaftlichen Betrieb.
1786, im Alter von 18 Jahren, wurde Mayr von seinen Eltern nach Mailand geschickt, wo er die für die Handelstätigkeit wichtige italienische Sprache lernte. Nach einem halben Jahr in der lombardischen Grossstadt folgte ein Volontariat in Genua. Krankheit und starkes Heimweh liessen die Ausbildungszeit in Genua im Sommer 1788 früher als beabsichtigt enden.
Ende 1791 starb Vater Leoedgar Mayr im Alter von 65 Jahren. Danach übernahm Johann Heinrich Mayr den Betrieb auf der Bleiche bei Arbon. Hauptgeschäft war nun der Verlauf und Export von gefärbten und bedruckten Stoffen, namentlich von gemusterten Taschentüchern. Angeregt durch die aktuellen politischen Ereignisse bedruckte er seine Indiennes auch mit Karikaturen wichtiger Politiker. 1791 eröffnete er in Rheineck eine Färberei-Niederlassung. Eine weitere Niederlassung entstand 1805 in Mühlhausen (Seidendruckerei). Zeitweise beschäftigte Mayr über 100 Mitarbeiter. Geschäftsbedingt reiste der erfolgreiche Unternehmer mit Onkel David und Neffe Michael öfters nach Italien, wohin er in erster Linie exportierte.
1809 starb seine Mutter. Sie war ihm in der Bleichi eine unentbehrliche Hilfe gewesen. Weil Schwester Susette nicht gewillt war, die Aufgaben der verstorbenen Mutter zu übernehmen, stellte Mayr eine Haushälterin ein. Daraus ergaben sich grosse Schwierigkeiten mit dem Resultat, dass sich Mayr 1810 aus der aktiven Geschäftstätigkeit zurückzog. In diesem Zusammenhang ist zu erwähnen, dass Mayr auch aus gesundheitlichen Gründen zeit seines Lebens ledig blieb.
Vom 25. März 1812 bis Ende Februar 1814 unternahm er eine teils strapaziöse Reise in den Orient. Seine Eindrücke hielt er in fünf Notizbüchern fest. Diese stiessen im Freundeskreis auf reges Interesse. Mayr sah sich auf Drängen seiner Leserschaft und um das Original-Manuskript zu schonen veranlasst, seine Reiseerlebnisse unter dem Titel Schicksale eines Schweizers während seiner Reise nach Jerusalem und dem Libanon zu publizieren. Das 1815 erschienene Werk umfasst sechs Bücher, gegliedert in drei Bänden. Eine zweite Auflage erschien 1820. In dieser Zeit erhielt er den Beinamen Libanon-Mayr.
In der Zeit von 1815 bis zu seinem Tod 1838 führte Mayr ein Leben, das Buenzli als vita contemplativa bezeichnet.  Er pflegte in dieser Zeit Kontakt und Briefwechsel u. a mit Angelika Kauffmann, David Hess, Johann Conrad Appenzeller, Johannes Büel und Thomas Bornhauser. Allerdings lehnte er die Gleichheitsparolen der Französischen Revolution ab. Sowohl von der Helvetik als auch den liberalen Strömungen der 1830er Jahre wollte er nichts wissen. Politische Mandate nahm er keine an.

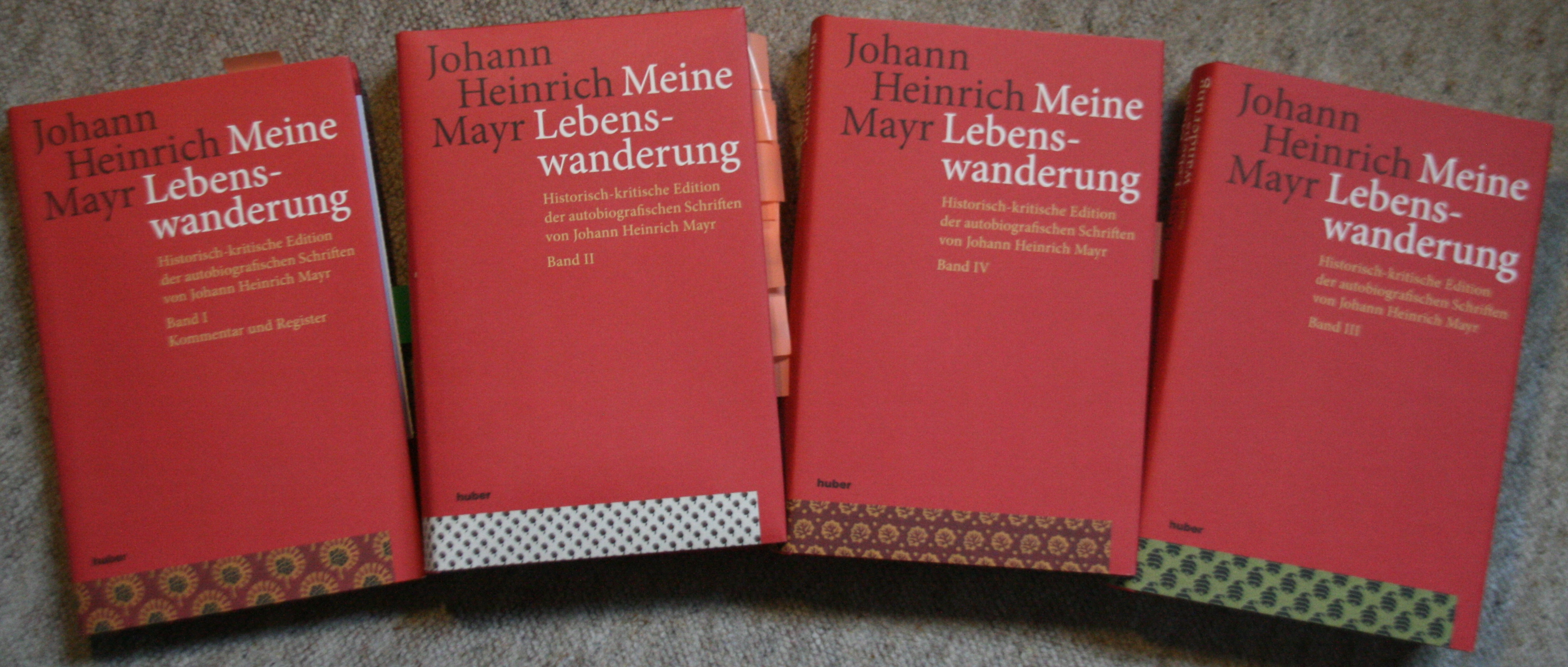

Aus dem Tagebuch resultierte die handschriftliche Autobiografie Meine Lebenswanderung. Erst Ende des 20. Jahrhunderts stellte sich die Frage, ob dieses monumentale Werk, das über 3'000 Seiten umfasst, nicht auch einer breiteren Öffentlichkeit zugänglich gemacht werden sollte. Als man diese Frage bejahte, begannen vorerst langjährige Transkriptionsarbeiten. Die Drucklegung dieses Werks von überregionaler Bedeutung erfolgte im Jahr 2010. Die Vernissage fand Anfang 2011 in Arbon statt.

## Publikationen
- Schicksale eines Schweizers während seiner Reise nach Jerusalem und dem Libanon. Von ihm selbst geschrieben. 3 Bände. St. Gallen 1815.
- Englands Industrie und die mechanischen Erfindungen sind das Verderben des festen Landes. St. Gallen 1817.
- Johann Heinrich Mayr’s Reise nach Konstantinopel, Aegypten, Jerusalem und auf den Libanon. Herausgegeben von Conrad Appenzeller, 2., verbesserte Auflage. St. Gallen 1820.
- Meine Lebenswanderung. Historisch-kritische Edition der autobiografischen Schriften von Johann Heinrich Mayr, herausgegeben von Kurt Buenzli unter Mitarbeit von André Salathé und Beatrice Sendner. Bände I (Kommentar und Register), II, II und IV. Verlag Huber, Frauenfeld 2010.